# محمد عجاج الخطيب
الدكتور محمد عجاج الخطيب (1932 في مدينة دمشق -10 أكتوبر 2021) باحث ومفكر إسلامي في علم الحديث الشريف.

## حياته العلمية
تخرج من كلية الشريعة جامعة دمشق عام 1959م، وهو يحمل الشهادة العالية، وكان ترتيبه الأول على دفعته. وتابع دراسته وحصل على الماجستير عام 1962م، وبتقدير امتياز وكان موضوع البحث (السنة قبل التدوين). ومن ثم حصل على شهادة الدكتوراه في مطلع عام 1966م، وبتقدير شرف من جامعة القاهرة من كلية دار العلوم وموضوع البحث (نشأة علوم الحديث ومصطلحه)، ومع تحقيق كتاب المحدث الفاصل بين الراوي والواعي للقاضي الرامهرمزي.
درّس في ثانويات دمشق قبل حصوله على المؤهلات العالية وبعدها درّس في جامعتها من عام 1966م، حتى عام 1980م، وفي جامعة الإمام محمد بن سعود الإسلامية في الرياض سنة 1966م، حتى 1973م.
نال محمد عجاج درجة أستاذ عام 1976 م، ودرس في جامعة أم القرى في مكة المكرمة عام 1979م، ثم درس في جامعة الإمارات العربية المتحدة من عام 1980م، حتى 1997م، وبعدها انتقل إلى جامعة الشارقة وعمل فيها حتى 2002م، عميدًا لكلية الشريعة والدراسات الإسلامية وأستاذًا للحديث وعلومه وكذلك لعلوم الدراسات الإسلامية عمومًا.

## وظائفه
- وكيل كلية الشريعة بجامعة دمشق ورئيس قسم علوم القرآن والسنة بجامعة دمشق.
- رئيس قسم الدراسات الإسلامية بجامعة الإمارات العربية المتحدة.
- عميد كلية الشريعة والدراسات الإسلامية بجامعة الشارقة.
- أستاذ للحديث والسيرة والثقافة الإسلامية في جامعة عجمان.

## مؤلفاته
- أبو هريرة راوية الإسلام (1962).
- السنَّة قبل التدوين (1963).
- أصول الحديث ومصطلحه (1968).
- قبسات من هدي النبوة (1968).
- لمحات في المكتبة والبحث (1971) - وطبعة 24 (2005م).
- المحدث الفاصل بين الراوي والواعي/تحقيق (1971).
- التربية الإسلامية: أهدافها – أسسها- وسائلها- طرق تدريسها (1975).
- الموجز في حديث الأحكام (1975).
- الوجيز في علوم الحديث ونصوصه (1978).
- أضواء على الإعلام في صدر الإسلام (1985).
- نظام الأسر في الإسلام /بالاشتراك (1985).
- قبسات من هدي القرآن والسنة /بالاشتراك (1980).
- في رحاب أسماء الله الحسنى (1988).
- في الفكر الإسلامي/بالاشتراك (1990).
- الجامع لأخلاق الراوي وآداب السامع / دراسة وتحقيق(1991).
- الموجز في حديث الأحكام / بالاشتراك (1998).
- مسالك الأبصار في ممالك الأمصار/ المجلد الخامس (2002).
- الفهرس الوصفي لكتب الحديث وعلومه (2002).

## وفاته
توفي الشيخ محمد عجاج الخطيب يوم الاثنين 5 ربيع الأول 1443 هجريًّا الموافق 11 أكتوبر 2021 ميلاديًّا، عن عمر ناهز 89 عامًا، وقد نعته رابطة علماء فلسطين في بيان لها جاء فيه: «تتقدم رابطة علماء فلسطين، ممثلة برئيسها أ. د. نسيم ياسين وأعضاء مجلس إدارتها، وجمعيتها العمومية، بأحر التعازي والمواساة من الشعب السوري بوفاة فضيلة الشيخ العالم أ. د. محمد عجاج الخطيب الحسني.»